# ピクテ・スペングラー反応
ピクテ・スペングラー反応（ピクテ・スペングラーはんのう、英語: Pictet–Spengler reaction）とは、有機化学における化学反応のひとつで、トリプタミンのようなβ-アリールエチルアミンとアルデヒドを縮合させ閉環させる反応である。1911年にピクテとスペングラーにより報告された。通常は酸性条件下、加熱することで反応が進行するが、反応性の高い基質は生理的条件下でも良好に反応が進行する。

## 機構
酸性条件下アミノ基とアルデヒドからイミニウムカチオンが生じ、ここに分子内で芳香環がフリーデル・クラフツ型の求核付加を起こすものと考えられる。つまり本反応はマンニッヒ反応の一つと言える。下の図では、トリプタミンとアルデヒドとの反応を例に機構を示す。
インドールやピロールのような求核性の高い芳香環は、温和な条件下で生成物を高収率で得ることができる。一方、フェニル基などの求核性の低い芳香環では、高温下や強い酸を用いても収率は低く、メトキシ基のような電子供与基を必要とすることが多い。マンニッヒ反応と同様に、アルデヒドでは高収率であるがケトンを用いるとほとんど反応が進行しないことが多い。なおオリジナルのピクテ・スペングラー反応は、塩酸存在下でβ-フェネチルアミンとホルムアルデヒドジメチルアセタールを基質としたものであった。

## 応用
複素環化合物の合成法として、医薬品化学をはじめとした分野で現在でも汎用されている。醤油やケチャップなどの食品中には、トリプトファンとアルドースを基質とした本反応による生成物が含まれている。またフェネチルアミンからはテトラヒドロイソキノリン骨格が、トリプタミンからはβ-カルボリン骨格が生じるため、これらの骨格を持つアルカロイドは本反応を経由して生合成されていると考えられている。
本反応は、固相を用いたコンビナトリアル合成にも適用が可能である。

## 関連反応

### ピクテ・スペングラー イソキノリン合成法
3,4-ジメトキシフェノールから本反応によりイソキノリンを得る反応はピクテ・スペングラーイソキノリン合成法と呼ばれる。インドールなどを基質とする場合よりも強い反応条件が要求され、通常は塩酸またはトリフルオロ酢酸存在下で還流条件とする。

### 不斉ピクテ・スペングラー反応
ホルムアルデヒド以外のアルデヒドを用いた場合、生成物には新たな不斉中心が生じる。基質あるいは補助剤を工夫することにより、ジアステレオ選択的なピクテ・スペングラー反応が報告されている。また、キラルな酸を触媒とする例も報告されている。